# 雅各布·卡普蘭
雅各布·卡普蘭（法語：Jacob Kaplan，1895年11月7日—1994年12月5日）出生於法國法蘭西島大區的巴黎第四區，曾經擔任法國猶太教首席拉比。

## 生平
他在1913年進入法國猶太神學院就讀，隔年發生第一次世界大戰，雅各布·卡普蘭接到動員令因此中斷學業，期間還參與凡爾登戰役。戰爭結束之後重新恢復學業，1921年畢業取得拉比資格之後，開始了他的牧會生涯；1922年擔任米盧斯的拉比、1928年被任命為拿撒勒猶太會堂的拉比、1933年被任命為巴黎大猶太會堂的拉比。
第二次世界大戰前夕他成為時任法國首席拉比伊賽耶·施瓦茨的助理，二次世界大戰之後的社會氣氛，對於猶太人仍舊不算是友善，甚至許多時候都有歧視的問題存在，這段時間雅各布·卡普蘭非常努力爭取猶太人的社會地位，因此戰後1952年起他擔任法國首席拉比，1967年獲邀加入法蘭西人文院成為院士，他一直到1980年榮退首席拉比，卸下頭銜和身分之後，仍舊活躍在猶太人的社群，雅各布·卡普蘭活到99歲逝世。

## 受獎
- 第一次世界大戰十字勳章（法语：Croix de guerre 1914-1918 (France)）
- 第二次世界大戰十字勳章（法语：Croix de guerre 1939-1945 (France)）[6]
- 法國國家功績勳章
- 法國榮譽軍團勳章